# 9983 Рікфінберґ
9983 Рікфінберґ (9983 Rickfienberg) — астероїд головного поясу, відкритий 19 лютого 1995 року.
Тіссеранів параметр щодо Юпітера — 3,339.